# Scott Raynor
Scott William Raynor Jr. (Poway, 23 maggio 1978) è un batterista statunitense.
È stato fondatore e batterista dei Blink-182 dal 1992 fino al 1998. I motivi della sua uscita di scena, che sembra essere stata amichevole, sono ancora perlopiù oscuri. Secondo gli altri due componenti dei Blink-182 Mark Hoppus e Tom DeLonge, Scott voleva tornare a studiare e quando, durante un concerto, ricevette la notizia dell'accettazione a uno dei più prestigiosi college d'America, decise di lasciare la band, provocando lo sconforto in migliaia di fan. Il suo posto fu preso da Travis Barker, allora batterista degli Aquabats. Un'altra versione molto accreditata è quello che vede Scott coinvolto in problemi di alcolismo e quindi costretto dalla band a lasciare i Blink per riabilitarsi.

## Biografia
Egli è stato un appassionato fan dei Metallica e dei Fugazi in gioventù. È diventato batterista quando è entrato a far parte della sua prima band con alcuni amici, poiché loro avevano preso tutti gli "strumenti migliori" prima che Raynor potesse scegliere e a lui toccava quindi la batteria. Nel 1992 fonda assieme a Mark Hoppus (basso/voce) e Tom DeLonge (chitarra/voce) la band blink poi ribattezzata per questioni legali in Blink-182. Egli suonava assieme a DeLonge nel garage di quest'ultimo con amici fino all'incontro con Hoppus, grazie alla sorella dello stesso, Anne, compagna di scuola di Tom. Coi Blink-182 registra i demo Flyswatter e Buddha e gli album Cheshire Cat e Dude Ranch. Nel 1998 abbandona la band durante un Tour mondiale, viene sostituito da Travis Barker degli Aquabats.

Quando gli è stata chiesta la motivazione della sua espulsione dai Blink-182 in un'intervista, Scott ha dichiarato quanto segue: 
Il 14 agosto 2006, b182.com ha rilasciato un'intervista esclusiva, in cui Mark Hoppus ha risposto a 20 domande, nella quale i fan erano in cerca di risposte, dal momento della pausa dei Blink-182. Quando gli è stato chiesto il suo pensiero in merito a Scott Raynor, Hoppus ha detto di preferire di non rispondere, e che Raynor aveva discusso la questione della sua volontà, nelle altre interviste.
Dopo aver lasciato i Blink-182, Scott ha suonato in gruppi musicali come One Track Mind (con i quali registrò un EP chiamato The Endless Bummer, nel 2002), Death on Wednesday (curiosamente come chitarrista), Grumpy, ISINGLASS (formati con un paio di amici e con cui ha registrato tre canzoni e le hanno messe su Internet), e infine nei The Spazms con i quali ha registrato una demo. Nel gennaio del 2017 Scott ha suonato la batteria per la band The Wraith, nell'EP Shadow Flag.

## Discografia

### Con i Blink-182
- 1994 – Buddha
- 1995 – Cheshire Cat
- 1997 – Dude Ranch

### Con gli ISINGLASS
- 1999 – ISINGLASS
- 2000 – New Millennium

### Con gli One Track Mind
- 2002 – The Endless Bummer